# Tachycnemis seychellensis
Tachycnemis seychellensis, también llamada rana arbórea de las islas Seychelles, es una especie de anfibios de la familia Hyperoliidae. T. seychellensis es monotípica del género Tachycnemis.
Es endémica de Seychelles: islas de Mahé, Silhouette, Praslin y La Digue.
Su hábitat natural incluye bosques tropicales o subtropicales secos y a baja altitud, ríos, pantanos, marismas de agua dulce, corrientes intermitentes de agua dulce, plantaciones, jardines rurales, zonas previamente boscosas ahora degradadas y zonas de regadío.